# San Marcos Tlaltlalkilotl
San Marcos Tlaltlalkilotl är en ort i Mexiko.   Den ligger i kommunen Coyomeapan och delstaten Puebla, i den sydöstra delen av landet, 260 km sydost om huvudstaden Mexico City. San Marcos Tlaltlalkilotl ligger 2 001 meter över havet och antalet invånare är 257.
Terrängen runt San Marcos Tlaltlalkilotl är varierad. Runt San Marcos Tlaltlalkilotl är det ganska tätbefolkat, med 144 invånare per kvadratkilometer. Närmaste större samhälle är Huautla de Jiménez, 19,2 km sydost om San Marcos Tlaltlalkilotl. Omgivningarna runt San Marcos Tlaltlalkilotl är en mosaik av jordbruksmark och naturlig växtlighet.